# Oupeye
Oupeye (wa. Oûpêye) – miejscowość i gmina (commune) w Belgii, w Regionie Walońskim, w prowincji Liège, w okręgu Liège. 1 stycznia 2024 roku liczyła 25 743 mieszkańców.

## Podział administracyjny
W skład gminy wchodzi sześć dzielnic (section):
- Haccourt
- Hermalle-sous-Argenteau
- Hermée
- Heure-le-Romain (Romaans-Heur)
- Houtain-Saint-Siméon
- Vivegnis